# Сирбі (Бакеу)
Сирбі (рум. Sârbi) — село у повіті Бакеу в Румунії. Входить до складу комуни Поду-Туркулуй.
Село розташоване на відстані 221 км на північний схід від Бухареста, 49 км на південний схід від Бакеу, 105 км на південь від Ясс, 104 км на північний захід від Галаца, 147 км на північний схід від Брашова.

## Населення
За даними перепису населення 2002 року у селі проживали 522 особи, усі — румуни. Усі жителі села рідною мовою назвали румунську.